# Gero Gemballa

Gero Gemballa bei der Verleihung des toura d’or-Preises 1996

Gero Gemballa (* 5. August 1961 in Saarbrücken; † 22. Februar 2002 in Stavelot, Belgien) war ein deutscher Journalist und Autor.

## Leben
Gemballa besuchte das Ludwigsgymnasium in Saarbrücken, studierte anschließend in München und Köln Kommunikationswissenschaften, Soziologie, Politik und Philosophie. Parallel dazu erfolgte seine Ausbildung zum Diplom-Journalisten an der Deutschen Journalistenschule in München von 1983 bis 1987, sowie ein College-Aufenthalt und Gastsemester in den USA.
Gemballa galt zeitweise als „Starjournalist“. Zu seinen herausragenden Arbeiten zählen vor allem TV-Dokumentationen über die chilenische Colonia Dignidad, in der er ein kriminelles, internationales Geflecht aus Wirtschafts- und Geheimdienstinteressen aufdeckte und nachwies, dass dort auch Gegner von Augusto Pinochet liquidiert wurden. Diese Erkenntnisse inspirierten u. a. den Filmemacher Florian Gallenberger 2015 zu seinem Spielfilm Colonia Dignidad – Es gibt kein zurück. Der Kriminalhauptkommissar und einer der bekanntesten deutschen Experten für Serienmorde Stephan Harbort wurde nach eigener Aussage durch ein Interview mit Gemballa dazu angeregt, über seine Arbeit zu schreiben.
Für Aufsehen sorgte Gemballas TV-Dokumentation über den Contergan-Skandal. Unter dem Titel Der dreifache Skandal. 30 Jahre nach Contergan veröffentlichte Gemballa dazu auch ein Buch (Köln 1993), das allerdings teilweise kritisch rezensiert wurde, weil es vom „unverkennbaren Bestreben zur erneuten Skandalisierung“ geprägt sei. Darüber hinaus recherchierte Gemballa über die deutschen Geheimdienste und beteiligte sich an der ARD-Reportage-Serie Unter deutschen Dächern u. a. mit den Beiträgen Geld spielt keine Rolle über den Mythos Deutsche Bank (1989) und Die Anstalt. Akteneinsicht in Deutschlands Rentenbehörde (1990). In den ARD-Sendungen Kulturweltspiegel und Kulturreport war Gemballa mit Beiträgen vertreten. Er widmete sich auch sozialen Themen wie Analphabetismus in den Vereinigten Staaten oder dem Leben von Menschen mit Behinderungen. Unterschiedlich erfolgreich war er mit seinen Dokumentationen über Korruption (Deutschland korrupt, 1994), Fitnesskult (Aufgegeilt und unbefriedigt, 1995), Männer-Selbstverständnis (Herzliches Beileid, 1996) und Alkoholismus (Prost Deutschland, 1996). Im Jahr 2000 recherchierte Gemballa unter dem Titel Phantom der Mafia – Deutschlands erfolgreichster Betrüger die Geschichte des Hochstaplers Hermann „Ben“ Gartz, der in Italien mit seiner FinFirst-Gruppe tätig war. Auftraggeber Gemballas waren überwiegend Radio Bremen und der WDR.
Einer seiner engsten Mitarbeiter war der Kameramann Volker Noack. Gemballas Produktionsfirma hieß Bilder und Worte GmbH, später Ideenhandel AG.
Gemballa starb mit 40 Jahren an einem Herzinfarkt. Spekulationen, er sei das Opfer einer Nervengas-Attacke der Colonia Dignidad geworden, wurden nie bewiesen. Seine Asche wurde am 8. März 2002 in der Nordsee seebestattet.

## Preise
- Gemballa erhielt 1996 den Toura d’or-Preis im Filmwettbewerb „Zukunftsfähiger Tourismus“ für den Film Streit um das Paradies – Bali im doppelten Blick.
- 1998 bekam er diesen Preis für die Dokumentation Amantani – Insel der Sterne über eine Insel im Titicaca-See.
- Außerdem erhielt Gemballa 1989 den nach dem Pressefreiheits-Vorkämpfer Philipp Jakob Siebenpfeiffer benannten Sonderpreis für Journalismus, der das „demokratische Bewusstsein“ fördert.[10]
- 1990 wurde ihm der Grimme-Preis in Gold für seinen Film Das Dorf der Würde über die Colonia Dignidad zuerkannt.

## Publikationen
- mit Winfried Schwamborn: Ich denke immer an ein zweites Leben. Menschenbilder aus diesem Land. Reportagen. Pahl-Rugenstein, Köln 1986. ISBN 3-7609-0980-9
- „Colonia Dignidad“. Ein deutsches Lager in Chile. Rowohlt, Reinbek 1988. ISBN 3-499-12415-7
- Geheimgefährlich. Dienste in Deutschland. PapyRossa, Köln 1990. ISBN 3-89438-008-X
- Der dreifache Skandal. Dreißig Jahre nach Contergan. Eine Dokumentation. Luchterhand, Hamburg 1993. ISBN 3-630-86803-7
- Colonia Dignidad. Ein Reporter auf den Spuren eines deutschen Skandals. Campus, Frankfurt/New York 1998. ISBN 3-593-35922-7